# Siegfried Stritzl
Siegfried Stritzl (Yugoslavia; 12 de abril de 1944 – 3 de noviembre de 2022) fue un futbolista estadounidense nacido en Yugoslavia que jugaba en la posición de centrocampista.

## Carrera

### Club
| Periodo   | Club                 |
| --------- | -------------------- |
| 1961–1968 | Blau-Weiss Gottschee |
| 1969      | Baltimore Bays       |
| 1970      | Blau-Weiss Gottschee |
| 1971–1973 | NY Cosmos            |

### Selección nacional
Stritzl jugó en 11 ocasiones para Estados Unidos. Su primer partido con la selección fue en la derrota por 0-4 ante Israel el 25 de septiembre de 1968. Jugó su primer partido clasificatorio en la derrota por 2-4 ante Canadá rumbo al mundial de México 1970 en el que Stritzl anotó su primer gol internacional. su segundo gol con Estados Unidos lo hizo en la derrota por 2-5 ante Haití el 21 de octubre de 1968. Luego de no obtener la clasificación a la Copa Mundial de Fútbol de 1970, Stritzl no fue convocado a la selección nacional hasta el 20 de marzo de 1973 en la derrota ante Polonia convocado por Manfred Seissler, el cual sería su último partido con Estados Unidos.

## Logros

### Club
- NASL: 1

1972

### Individual
- Novato del año en la NASL 1969.